# انور مامدوف
انور ناظم اوغلو ممدوف (به ترکی آذربایجانی: Ənvər Nazim oğlu Məmmədov؛ ۱۵ اوت ۱۹۲۳ – ۷ سپتامبر ۲۰۲۳) دیپلمات شوروی و مدیر رسانه‌های جمعی بود. در طول دوران کاری خود که بیشتر در روسیه و غرب گذراند، عمدتاً با نام روسی‌شده‌اش، انور ناظموویچ ممدوف (روسی: Энвер Назимович Мамедов شناخته می‌شد) یا فقط انور ممدوف.

## اوایل زندگی
انور ممدوف در ۱۵ اوت ۱۹۲۳ در باکو، جمهوری آذربایجان شوروی متولد شد. نام خانوادگی مادر ممدوف ایوانف بود و او گاهی در طول دوران فعالیت رسانه‌ای خود از آن به عنوان نام مستعار خود استفاده می‌کرد.
انور ممدوف پس از فارغ‌التحصیلی از دبیرستان در باکو با نمرات «عالی» در تمام دروس (از جمله زبان‌های آذربایجانی و آلمانی)، در ژوئن ۱۹۴۱، به مدرسه خلبانی جنگنده پیوست. پس از حمله هیتلر به اتحاد جماهیر شوروی در سال ۱۹۴۱، انور درخواست کرد که به خط مقدم اعزام شود، اما در عوض برای آموزش به عنوان مترجم نظامی در مدرسه اداره اصلی اطلاعات (اتحاد جماهیر شوروی) اعزام شد. پس از مشاهده برخی عملیات‌ها، ابتدا به عنوان گروهبان ارشد و سپس به عنوان ستوان ارشد، در جبهه قفقاز اتحاد جماهیر شوروی، ممدوف برای همکاری با کمیساریای امور خارجه اتحاد جماهیر شوروی اعزام شد و در آنجا به عنوان دبیر مطبوعاتی به سفارت شوروی در ایتالیا منصوب شد. به گفته خود ممدوف، او احتمالاً به این دلیل برای این سمت انتخاب شد که علاوه بر آلمانی، انگلیسی و فرانسوی، به زبان ایتالیایی نیز صحبت می‌کرد.
پس از پایان جنگ، ممدوف به عنوان یکی از کسانی که شاهد برجسته دادستان‌های شوروی، فیلد مارشال فریدریش پائولوس، را راهنمایی می‌کرد، در محاکمات نورنبرگ شرکت کرد.

## مسئول روابط عمومی کشور

### پخش و نشر
از حدود سال ۱۹۵۰ و تا پایان عمر، ممدوف در رسانه‌های جمعی شوروی مشغول به کار بود. در سال‌های ۱۹۵۰ تا ۱۹۵۶ او یکی از مسئولان پخش برنامه‌های رادیویی شوروی برای بریتانیا، ایالات متحده و آمریکای لاتین بود.
در اواخر دهه ۱۹۵۰، ممدوف سردبیری مجله «اتحاد جماهیر شوروی»، یک مجله انگلیسی زبان شوروی که برای مخاطبان آمریکایی در نظر گرفته شده بود - همتای شوروی مجله «آمریکا» - را بر عهده داشت. او همچنین در تعدادی از مأموریت‌های روابط عمومی به ایالات متحده سفر کرد.

### مدیریت رسانه
انور ممدوف در سال ۱۹۶۲ به عنوان معاون رئیس کمیته دولتی رادیو و تلویزیون منصوب شد و این سمت را از اواخر دوران دولت نیکیتا خروشچف و در طول دوران لئونید برژنف بر عهده داشت. او به همراه الکساندر یاکوفلف، در اوت ۱۹۶۴ رادیو مایاک، یک کانال پخش رادیویی ملی اخبار و موسیقی را که قرار بود با ایستگاه‌های رادیویی غربی که برای روسیه پخش می‌شدند، رقابت کند، تأسیس کردند. از سال ۱۹۷۰ تا ۱۹۸۵، او مستقیماً مسئول تلویزیون شوروی بود و پس از سرگئی لاپین، رئیس رادیوی دولتی، دومین مقام فرماندهی را بر عهده داشت.
انور ممدوف در زمان تولد ۸۵ سالگی‌اش در سال ۲۰۰۸، هنوز مشاور مدیر کل خبرگزاری ریانووستی بود.

## زندگی شخصی و مرگ
پسر انور ممدوف، گئورگی ممدوف، یک دیپلمات روسی است که بین سال‌های ۲۰۰۳ تا ۲۰۱۴ به عنوان سفیر روسیه در کانادا خدمت می‌کرد. از طریق او، او یک نوه به نام تاتیانا ممدووا دارد، که یک هنرمند، طراح لباس و مد فیلم است و در مسکو زندگی می‌کند.
ممدوف در ۷ سپتامبر ۲۰۲۳، در سن ۱۰۰ سالگی درگذشت.